# تونس الطرقات السيارة
تونس الطرقات السيارة (بالفرنسية: Tunisie Autoroutes) هي شركة تونسية مهتمة بقطاع الطرقات السيارة في البلاد. تأسست في 13 مايو 1992.

## المهام
- إستغلال الطرقات السيارة مقابل عوائد مالية على العبور وذلك في إطار إتفاقية مع الدولة التونسية.
- عناية وصيانة الطرقات السيارة.
- إنشاء أجزاء من طرقات سيارة جديدة.

## المساهمين ورأس المال
| المساهمين                 | المكونات | عدد الأسهم | قيمة الأسهم بالدينار التونسي | %      |
| ------------------------- | --- | ---------- | ---------------------------- | ------ |
| الدولة التونسية           | الدولة التونسية | 703 596 2  | 300 670 259                  | 95.99% |
| المؤسسات العمومية         | الشركة العامة للمقاولات والمعدات والأشغال الشركة الوطنية لتوزيع البترول الشركة التونسية لصناعات التكرير شركة البحث عن النفط واستغلاله بالبلاد التونسية اتصالات تونس شركة البنيان                           | 945 61     | 500 194 6                    | 2.29%  |
| المصارف والمؤسسات المالية | بنك الإسكان البنك التونسي القطري الشركة التونسية السعودية للاستثمار الإنمائي ستوسيد بنك البنك التونسي الليبي الشركة التونسية للبنك التجاري بنك البنك الوطني الفلاحي بنك تونس والإمارات الرئيس المدير العام | 636 46     | 600 663 4                    | 1.72%  |
| الإجمالي                  | الإجمالي | 293 705 2  | 300 529 270                  | 100%   |

تطور رأس مال الشركة حسب السنوات إلى:
| السنة | رأس مال الشركة بالدينار التونسي |
| ----- | ------------------------------- |
| 1992  | 000 000 4                       |
| 1994  | 000 500 7                       |
| 1998  | 000 500 8                       |
| 1999  | 000 460 80                      |
| 2002  | 500 136 182                     |
| 2003  | 300 529 183                     |
| 2005  | 300 529 246                     |
| 2006  | 300 529 270                     |

## مقالات ذات صلة
- النقل في تونس
- قائمة الطرقات السيارة في تونس

## روابط خارجية
- الموقع الرسمي.